# Drakestrædet
Drakestrædet er det ca. 1.000 km brede farvand mellem den sydlige del af Sydamerika ved Kap Horn, Chile og Antarktis.
Farvandet forbinder den sydvestlige del af Sydatlanten og Stillehavet.
Opkaldt efter Francis Drake, også kaldt Mar de Hoces efter Francisco de Hoces